# Język autentyczny
Język autentyczny – ustalony przez strony język wiążący traktatu, który stanowi podstawę jego wykładni. Zgodnie z Konwencją Wiedeńską o prawie traktatów z 23 maja 1969 r.  (art. 31–33) jeżeli tekst traktatu został ustalony jako autentyczny w dwóch lub więcej językach, traktat ma jednakową moc w każdym z tych języków, chyba że traktat postanawia lub strony uzgodniły, iż w przypadku rozbieżności tekst w określonym języku jest rozstrzygający. Przyjmuje się domniemanie, że wyrazy użyte w traktacie mają to samo znaczenie w każdym z tekstów autentycznych. Traktat należy interpretować w dobrej wierze, zgodnie ze zwykłym znaczeniem, jakie należy przypisywać użytym w nim wyrazom w ich kontekście, oraz w świetle przedmiotu i celu traktatu, odrzucając interpretacje prowadzące do rezultatu wyraźnie absurdalnego lub nierozsądnego (art. 32).
Porozumienie z 8 sierpnia 1945 tworzące Międzynarodowy Trybunał Wojskowy w Norymberdze sporządzono w językach: angielskim, francuskim i rosyjskim, przy czym każdy tekst jest jednakowo miarodajny wedle  art. VII. Karta ONZ w art. 111 głosi, że jej teksty chiński, francuski, rosyjski, angielski i hiszpański są jednakowo autentyczne, podobne klauzule zawierają traktaty zawarte pod auspicjami tej organizacji. Językami autentycznymi Konwencji MOP są francuski i angielski.
Ustawa o języku polskim w art. 6 postanawia: Umowy międzynarodowe zawierane przez Rzeczpospolitą Polską powinny mieć polską wersję językową, stanowiącą podstawę wykładni, chyba że przepisy szczególne stanowią inaczej.